# Hijastolit
Hijastolit je varijetet minerala andaluzita, kemijske formule Al2SiO5, koji je prepoznatljiv po tome što u sebi ima uklopljene određene količine organskih tvari (pr. ugljen), i to smjerom kristalografskih osi a i b. Ako ga prerežemo okomito na os c, na presjeku dobivamo obris crnog križa, po čemu je hijastolit i dobio ime (grč. hyastos = križ).